# Dendrobium interjectum
Dendrobium interjectum är en orkidéart som beskrevs av Oakes Ames. Dendrobium interjectum ingår i släktet Dendrobium, och familjen orkidéer. Inga underarter finns listade i Catalogue of Life.